# Lego Fortnite
Lego Fortnite (estilizado em maiúsculas) é um videogame de sobrevivência em mundo aberto desenvolvido e publicado pela Epic Games em associação com The Lego Group. Foi lançado em 7 de dezembro de 2023 para Android, Nintendo Switch, PlayStation 4, PlayStation 5, Windows, Xbox One e Xbox Series X/S. O jogo pode ser acessado e jogado dentro do aplicativo Fortnite.

## Jogabilidade
Antes de entrar, os jogadores podem selecionar a opção de modo de jogo Lego Fortnite enquanto no lobby. Ao fazer isso, a roupa existente do jogador, se compatível, será convertida em uma minifigura. Eles podem então selecionar um mundo, com algumas opções incluindo ligar ou desligar fome, mobs hostis e morrer, além de ter a capacidade de convidar até oito jogadores em um único mundo. Após isso e o início do jogo, os jogadores podem percorrer o mapa, coletar materiais como madeira, ao derrubar árvores, enquanto também podem construir prédios e ferramentas. Eles também precisarão ficar atentos aos mobs inimigos, se esta opção estiver ativada, como aranhas, lobos e esqueletos. Quando sofrerem dano, os jogadores podem se curar consumindo itens como abóboras, milho, ovos, framboesas, carne, etc. Vagalumes também aparecerão de tempos em tempos e não podem ser pegos devido à sua velocidade. Em vez disso, os jogadores podem segui-los, o que os levará a descobrir baús e lhamas de saque, este último dos quais explodirá com itens após ser acariciado.

### Mecânicas de pesca
Com a introdução da atualização "Gone Fishin'" em fevereiro de 2024, os jogadores de Lego Fortnite agora estão imersos em um novo aspecto de jogabilidade centrado em mecânicas de pesca e exploração. Nesta atualização, os jogadores agora podem se envolver em atividades de pesca para coletar uma ampla variedade de vida aquática. A atualização traz 15 tipos diferentes de peixes para o jogo, incluindo variantes lendárias. Esses peixes podem ser encontrados em diversos biomas e condições climáticas, incentivando os jogadores a explorar o vasto mundo de Lego Fortnite em busca de capturas raras.
Para facilitar a experiência de pesca, várias novas ferramentas e itens foram introduzidos. A vara de pesca, processador de alimentos, balde de isca e luneta estão entre os adicionais notáveis. A vara de pesca permite aos jogadores lançar suas linhas nas águas e recolher suas capturas, enquanto o processador de alimentos permite transformar os peixes em recursos valiosos como filés de peixe. Além disso, o balde de isca melhora o processo de pesca atraindo peixes para locais específicos, aumentando as chances de capturas bem-sucedidas. A luneta, por sua vez, auxilia na exploração ao permitir que os jogadores observem áreas e marcos distantes. Os jogadores podem criar diferentes níveis de varas de pesca e baldes de isca usando bancadas de criação e materiais específicos. A raridade desses itens determina sua eficácia nas empreitadas de pesca, com varas e baldes de níveis mais altos oferecendo desempenho e capacidades aprimorados. Ao reunir os materiais necessários e utilizar bancadas de criação, os jogadores podem personalizar seu equipamento de pesca de acordo com suas preferências e estilos de jogo.

### Mecânicas de condução
Em 26 de março de 2024, foi lançada uma atualização chamada "Mechanical Mayhem". A atualização permitiu que os jogadores dirigissem veículos. Três veículos foram lançados, o Speeder, Offroader, e o Hauler.

## Desenvolvimento
Em 7 de abril de 2022, Epic Games anunciou que havia feito uma parceria com The Lego Group, e embora os detalhes fossem escassos, as duas empresas estavam trabalhando na criação de um "metaverso" projetado para um público mais jovem. Como resultado, a empresa-mãe da Lego, Kirkbi A/S, investiu US$ 1 bilhão na Epic Games. Em 14 de setembro, a Lego anunciou que Lego Fortnite, o segundo jogo que ela havia criado, seria lançado em novembro de 2023. No início, este jogo foi uma oportunidade para Lego em cooperação com Epic Games.</ref>